# 博戈達里夫卡 (喬爾努希區)
50°23′31″N 32°59′38″E / 50.39194°N 32.99389°E
博戈達里夫卡（烏克蘭語：Богодарівка），是烏克蘭中部的村莊，隸屬波爾塔瓦州的盧布尼區。該村距離戈洛季夫希納、新佩特里夫希納和梅赫季夫卡2.5公里，海拔高度150米，2001年人口356。